# پلیکان‌ها در باغ‌وحش
پلیکان‌ها در باغ وحش (انگلیسی: Pelicans at the Zoo) یک فیلم کوتاه و سیاه و سفید در سبک صامت است که در سال ۱۸۹۸ منتشر شد.